# Latrodectinae
Latrodectinae — підродина аранеоморфних павуків родини Павуки-тенетники (Theridiidae). Підродина містить ряд отруйних павуків, серед яких є небезпечні для людини види.

## Роди
- Crustulina Menge, 1868
- Latrodectus Walckenaer, 1805
- Steatoda Sundevall, 1833